# Kinas kommunistiske parti
Kinas Kommunistiske Parti (simplificeret kinesisk: 中国共产党, traditionel kinesisk: 中國共産黨, pinyin: Zhōngguó gòngchǎndǎng) er det styrende politiske parti i etpartistaten Folkerepublikken Kina. 
Den 23. Juli 2021 fyldte Kommunist partiet 100 år. 
Partiet blev stiftet i Shanghai 1. juli 1921 i efterdønningerne af 4. maj-bevægelsen. Den kinesiske intelligentsia debatterede, gennem bøger og journaler, Europas socialistiske ideer, herunder bolshevismen.  Det var en kontakt mellem Komintern og Li Dazhao i maj 1920 som førte til partiets stiftelse, og samtidige indlemmelse i det internationale netværk af kommunistiske partier (Komintern). Partiet blev kortvarigt allieret med Kuomintang (Guomindang), under Sun Yat-sen, afbrudt efter Shanghai-massakren i 1927. Herefter var landet i borgerkrig indtil 1. oktober 1949, da Mao Zedong erklærede grundlæggelsen af Folkerepublikken Kina.
Fra 1960'erne og frem til Mao Tse-Tungs død var KKP en væsentlig inspirationskilde for den internationale kommunisme. Partiet udviklede en politik og et sæt idéer, kendt som maoisme, der i 1960'erne og 1970'erne repræsenterede en gren af kommunismen, der var i opposition til Sovjetunionens kommunisme. Efter Maos død i 1976 og Deng Xiaopings magtovertagelse bevægede partiet sig i retning af "kommunisme med kinesiske kendetegn" (også omtalt som "socialisme med kinesiske særpræg"), der forandrede den kinesiske ideologi i retning af en mere åben markedsøkonomi. Ingen ledere af Kina har siden Mao haft den samme grad af personkult omkring sig, og den politiske linje for Kinas kommunistiske parti er en forhandlet position, hvor en stor venstrefløj betragter store dele af den førte politik som kapitalistisk. 
I dag søger mange kinesere med videregående uddannelser optagelse i KKP. Mange mener, at dette hænger sammen med økonomiske fordele forbundet med medlemskabet. Også Jiang Zemins åbning af partiet for virksomhedsledere har medvirket til at ændre partiets sammensætning.
KKP støtter fortsat en etpartistat, men mange observatører finder, at partiet kun i begrænset omfang kan betegnes som et marxistisk parti. Mange mener, at partiet i stigende grad legitimerer sit eget lederskab med nationalisme frem for med marxisme. Især bevægelserne for taiwanesisk selvstændighed og tibetansk selvstændighed har været kritiske, ligesom forholdet til Japan ved flere lejligheder er blevet presset af den kinesiske nationalisme.
Med mere end 80 millioner medlemmer anses partiet for det største parti i verden. Partiet har sit hovedkvarter i Zhongnanhai i Beijing, hvor også regeringen har sæde. Partiets højeste myndighed mellem folkekongresserne er centralkomitéen, politbureauet og politbureauets stående udvalg.